# Afrodisiac (låt av Brandy Norwood)
"Afrodisiac" är en låt framförd av den amerikanska singer-songwritern Brandy Norwood. Den skrevs av Isaac Phillips, Kenisha Pratt, Kenneth Pratt och Timbaland till hennes fjärde studioalbum med samma namn. Låten, en av Norwood och Timbalands första samarbeten, är en R&B-låt i upptempo och offbeat som innehåller element av pop och danspop. Låten är uppbyggd med flöjt, afrokaribiska influenser 1980-tals electro-inspirerade sounds. Norwood betraktade låten som en av hennes favoriter vid utgivningen av albumet och den handlar om en kvinnas beroendeliknande passion för sin partner som hon klargör som sitt afrodisiakum.
"Afrodisiac" mottog generellt positiv kritik från professionella musikjournalister. Många prisade Norwoods mångsidighet och ansåg att låten var en av höjdpunkterna på albumet tack vare sin innovativa och annorlunda produktion jämfört med resten av innehållet. "Afrodisiac" gavs ut som albumets andra internationella singel i Europa och Oceanien under tredje och fjärde kvartalet av 2004. Låten hade varierande framgångar på de singellistor den gick in på. Den var framgångsrikast i Storbritannien där den nådde elfte respektive förstaplatsen på singellistorna UK Singles Chart och Uk R&B Singles Chart. Den nådde också topp-30 i Frankrike och Irland och topp-40 i Australien och Schweiz där den blev albumets framgångsrikaste singel.
Musikvideon till "Afrodisiac" regisserades av Matthew Rolston och blev Norwoods andra samarbete med honom efter videon till "Best Friend" (1995). Laurieann Gibson koreograferade videon som filmades i Los Angeles, Kalifornien, och utspelar sig i en vattenvärld influerad av vitt, guld och svarta färger. "Afrodisiac" framfördes i några TV-sända program, däribland CD:UK, Top of the Pops och Billboard Live. Sedan utgivningen har låten ofta framförts på Norwoods konserter och turnéer, däribland vid MOBO Awards 2004 och Human World Tour.

## Inspelning och komposition

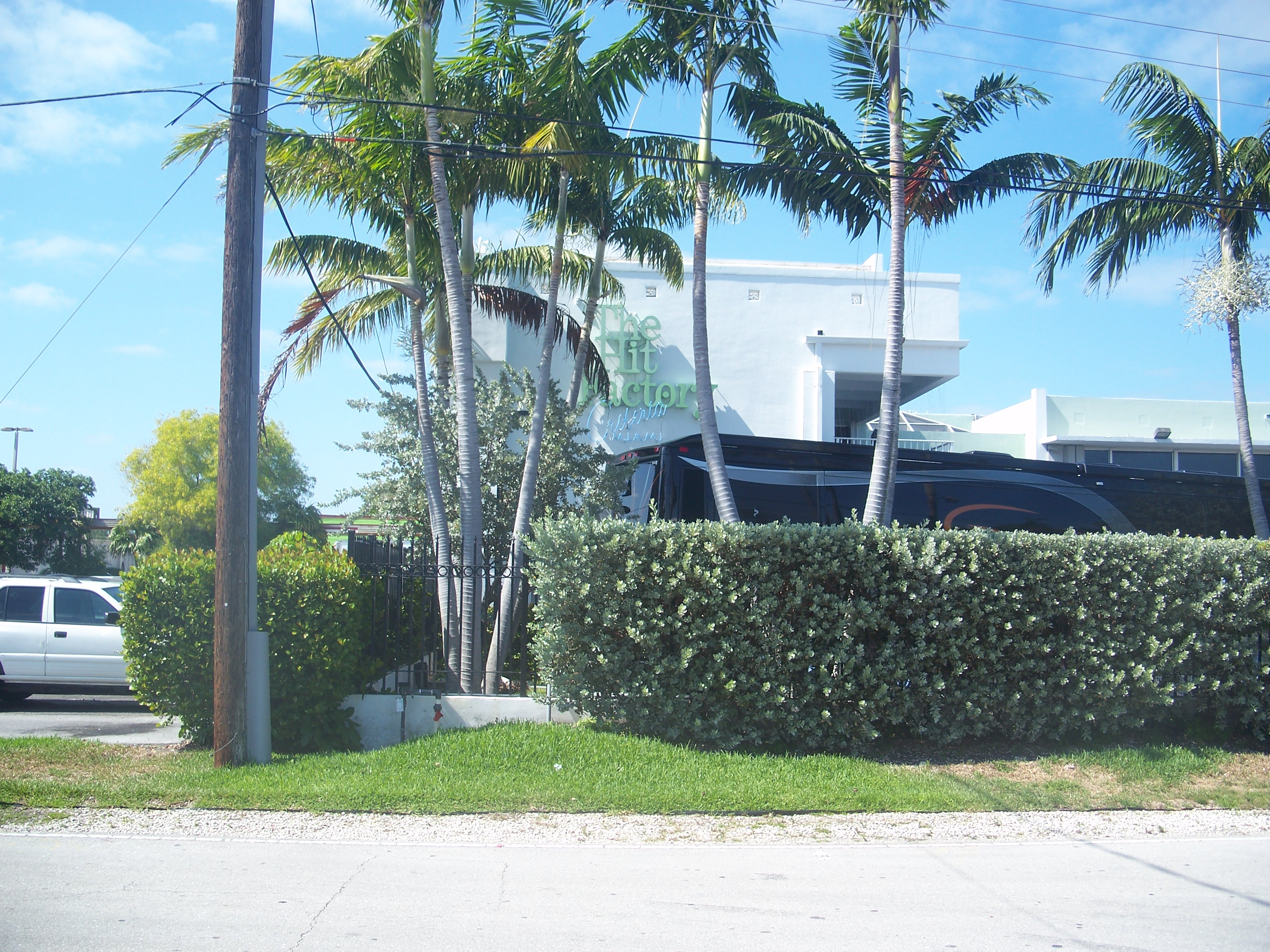
"Afrodisiac" spelades in vid Hit Factory i Miami, Florida.

"Afrodisiac" skrevs av Norwoods samarbetspartners Isaac Phillips, Kenisha Pratt och Kenneth Pratt samt musikern Timbaland som också stod för produktionen.

## Format och innehållsförteckningar
| - Internationellt CD/Maxi-singel 1. "Afrodisiac" (album version) 2. "Sirens" 3. "Talk About Our Love" (TKC edit w/ Rap) 4. "Afrodisiac" (video) - Brittisk CD-singel 1. "Afrodisiac" (album version) 2. "Talk About Our Love" (E-Smoove classic edit) | - Europeisk DVD-singel 1. "Afrodisiac" (album version) 2. "Sirens" 3. "Afrodisiac" (video) 4. "Talk About Our Love" (video) 5. "Making of Afrodisiac" (video) 6. "Brandy Photo Gallery" - Europeisk promosingel 1. "Afrodisiac" (album version) 2. "Afrodisiac" (instrumental) |

## Listplaceringar
| Listor (2004)                         | Topplacering |
| ------------------------------------- | ------------ |
| Australien (ARIA)                     | 31           |
| Frankrike (SNEP)                      | 25           |
| Tyskland (Deutsche Black Charts)      | 1            |
| Irland (IRMA)                         | 22           |
| Schweiz (Schweizer Hitparade)         | 36           |
| Storbritannien (UK Singles Chart)     | 11           |
| Storbritannien (UK R&B Singles Chart) | 1            |